# Metasclerosoma
Genre
Synonymes
- Prosclerosoma Roewer, 1915
- Neosclerosoma Roewer, 1923

Metasclerosoma est un genre d'opilions eupnois de la famille des Sclerosomatidae.

## Distribution
Les espèces de ce genre se rencontrent en Italie et en France en Corse.

## Liste des espèces
Selon World Catalogue of Opiliones (18/05/2021) :
- Metasclerosoma depressum (Canestrini, 1872)
- Metasclerosoma sardum (Thorell, 1876)
- Metasclerosoma siculum Marcellino, 1970

## Publication originale
- Roewer, 1912 : « Revision der Opiliones Palpatores (= Opiliones Plagiostethi). II. Teil: Familie der Phalangiidae. (Subfamilien: Sclerosomini, Oligolophini, Phalangiini). » Abhandlungen aus dem Gebiete der Naturwissenschaften, herausgegeben vom Naturwissenschaftlichen Verein in Hamburg, vol. 20, p. 1–295.